# وینویزری

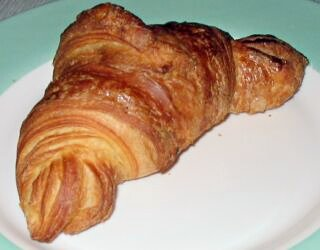
وین ویزری

وین ویزری (انگلیسی: Viennoiserie) به معنی «چیزهای وین») محصولات تنوری شده هستند که از مخمر نان -عامل ورآورنده خمیر به روشی شبیه نان، پخته می‌شوند. یا از خمیر هزارلا، اما با مواد افزوده شده (به ویژه تخم مرغ، کره، شیر، خامه و شکر) که به آن‌ها شخصیت غنی تر و شیرین تری می‌دهد که به شیرینی نزدیک می‌شود.